# علی جعفرزاده
 علی جعفرزاده  بازیکن سابق فوتبال ایران است. او سابقه بازی در باشگاه فوتبال شاهین تهران را دارد. 
وی سابقه ۱ بازی ملی نیز در کارنامه دارد.